# Rex, chien flic
 (décembre 2021).
Si vous disposez d'ouvrages ou d'articles de référence ou si vous connaissez des sites web de qualité traitant du thème abordé ici, merci de compléter l'article en donnant les références utiles à sa vérifiabilité et en les liant à la section « Notes et références ».
Pour les articles homonymes, voir Rex.
Hudson et Rex
Rex, chien flic ou Rex au Québec (Kommissar Rex puis Il Commissario Rex) est une série télévisée germano-autrichienne puis italienne, en 208 épisodes, dont 7 épisodes de 90 minutes et 201 épisodes de 45 minutes. La première série est créée en 1993 par Peter Hajek et Peter Moser et diffusée en Autriche du 10 novembre 1994 au 19 octobre 2004 sur la chaîne ORF, et diffusée en Allemagne sur le réseau Sat.1.
Une seconde série est produite et diffusée en Italie du 29 janvier 2008 (onzième saison) au 19 juin 2015 sur la chaîne Rai 2 et diffusée en France à partir du 9 février 2010 sur France 2.
En France, la  première série est diffusée depuis le 16 juin 1997 d'abord sur France 2 et puis sur France 3, avec un passage par RTL9, et au Québec depuis le 11 janvier 2001 sur Séries Plus. Elle est aussi diffusée en Suisse sur RTS Un et dès 1995 en Belgique sur RTL TVI et puis rediffusée une fois sur Club RTL.
C'est aussi la série télévisée européenne la plus vendue dans le monde et la deuxième tous continents confondus, juste derrière Alerte à Malibu.
En 2019, un remake de la série fait son apparition au Canada sous le titre de Hudson et Rex. Il montre les enquêtes du détective Charlie Hudson qui a récupéré Rex après la mort de son dernier maître. Cette série est diffusée pour la première fois sur Citytv le 25 mars 2019,.
En 2025, la chaîne ORF annonce le retour de la série à Vienne, en Autriche. Cette nouvelle saison sera composée de six épisodes de type long-métrage.

## Synopsis
La série débute après l'attentat perpétré contre un agent du KGB. Une fusillade éclate entre la police et le criminel. Un des policiers, Michael, est tué mais son chien, Rex, est sauf. Rex déprime sans son maître et refuse de s'alimenter au chenil. Il s'échappe alors pour aller sur la tombe de Michael. Un certain Richard Moser, nouveau commissaire au sein de la brigade criminelle de Vienne qui enquête sur l'affaire, le rencontre et décide de le garder…
Au fil des épisodes, Rex met en scène une unité de brigade criminelle à Vienne, puis Rome, et notamment le duo infaillible d'un commissaire et de son berger allemand, Rex. Plusieurs commissaires, maîtres de Rex se succèdent sur 18 saisons, de 1994 à 2015 : 
- Richard Moser (saisons 1 à 4,1994-1998),
- Alexander Brandtner (saisons 4 à 7, 1998-2001),
- Mark Hoffmann (saisons 8 à 10, 2002-2004),
- Lorenzo Fabbri (saisons 11 à 14, 2008-2011),
- Davide Rivera (saisons 14 et 15, 2012-2013)
- Marco Terzani (saisons 16 à 18, 2013-2015).

## Distribution
| Acteurs                                             | Rôle                                                    | Doublage français              | Épisodes saison                   | Épisodes série | Remarques | Nombre d'épisodes |
| --------------------------------------------------- | ------------------------------------------------------- | ------------------------------ | --------------------------------- | --- | --- | ----------------- |
| Personnages principaux : les commissaires de Vienne |                                                         |                                |                                   | | |                   |
| Tobias Moretti                                      | Richard Moser, commissaire principal                    | Joël Martineau                 | S01E01 à S04E04                   | Épisodes 1-45 | Tué par Max Koch | 45                |
| Gedeon Burkhard                                     | Alexander Brandtner, commissaire principal              | Lionel Melet                   | S04E05 à S07E10                   | Épisodes 46-89 | Parti après être mute chez Graff | 44                |
| Alexander Pschill                                   | Marc Hoffmann, commissaire principal                    | Éric Aubrahn                   | S08E01 à S10E04                   | Épisodes 90-119 | assassiné par balles | 30                |
| Denise Zich                                         | Erika Hedl, commissaire principale                      | Sybille Tureau                 | S11E01 et S11E02                  | Épisodes 88, 120 et 121 Assassiné par strangulation à la fin de l'épisode elle était apparu dans un épisode dans le rôle de la fille assassinée | 3 |                   |
| Personnages secondaires de Vienne                   |                                                         |                                |                                   | | |                   |
| Karl Markovics                                      | Ernst Stockinger, inspecteur                            | Patrick Préjean                | S01E01 à S02E15                   | Épisodes 1-29 | assassiné par Peter Höllerer | 29                |
| Fritz Muliar                                        | Max Koch, commissaire retraité                          | Henry Djanik                   | S01E01 à S04E04                   | Épisodes 1-45 | emprisonné après avoir tué Moser | 45                |
| Wolf Bachofner                                      | Peter Höllerer, inspecteur                              | Michel Lasorne                 | S01E01 à S05E06                   | Épisodes 1-60 | a été emprisonné apres avoir tué Stockinger | 60                |
| Heinz Weixelbraun                                   | Christian Böck, Inspecteur                              | Nicolas Marié                  | S03E01 à S07E10                   | Épisodes 30-89 | Parti après avoir été emprisonné pendant 2 jours | 60                |
| Martin Weinek                                       | Fritz Kunz, inspecteur                                  | Pierre Laurent                 | S05E07 à S10E04, S12E11           | Épisodes 61-121 et 138 | Vient de la BRV, le service des vols. Il est maniaque. Son rôle s'arrête car il a été assassiné dans le dernier épisode sous les yeux de Rex,avec la fin de la série à Vienne. Dans les épisodes 119 et 120, il fait le lien avec le départ de la série pour Rome. Il fait son retour dans l'épisode 138 en 2 parties aux côtés de Lorenzo Fabbri. | 61                |
| Elke Winkens                                        | Niki Herzog, inspectrice                                | Sophie Gormezzano              | S07E01, S08E01 à S10E01           | Épisodes 80 et 90-116 | noyé par Frédéric Schifer | 28                |
| Gerhard Zemann                                      | Leo Graf, médecin légiste                               | Jean-Pierre Delage Francis Lax | S01E01 à S10E04, S12E11           | Épisodes 1-119 et 138 | Présent dans les dix premières saisons et effectue son retour dans l'épisode 137.Tue par strangulation | 119               |
| Personnages principaux : les commissaires de Rome   |                                                         |                                |                                   | | |                   |
| Kaspar Capparoni                                    | Lorenzo Fabbri, commissaire principal                   | Bruno Choël                    | S11E01 à S14E02                   | Épisodes 120-152 | Tué dans l'explosion de sa voiture | 32                |
| Ettore Bassi                                        | Davide Rivera, commissaire principal                    | Nessym Guetat                  | S14E03 à S15E12                   | Épisodes 153-174 | A quitté la série | 22                |
| Francesco Arca                                      | Marco Terzani, commissaire                              | Sylvain Agaësse                | S1601 à S18E11                    | Épisodes 175-208 | Départ expliqué : à été blessé par balles et en survit | 34                |
| Personnages secondaires de Rome                     |                                                         |                                |                                   | | |                   |
| Fabio Ferri                                         | Giandomenico Morini, inspecteur                         | Pascal Nowak                   | S11E01 à S13E12                   | Épisodes 120-150 | Muté à Paris pour assassiné sa mère | 31                |
| Pilar Abella                                        | Katia Martelli, experte scientifique                    | Ariane Aggiage                 | S11E01 à S16E10                   | Épisodes 112-184 | Saisons 11 à 16. N'apparait pas dans tous les épisodes de la saison 15. Revient à la saison 16. dernier épisode de la saison 16 : tué par strangulation | 49                |
| Nucio Siano                                         | Giorgio Gaiba, médecin légiste                          |                                | S11E04 à S14E12                   | Épisodes 122-161 | | 40                |
| Augusto Zucchi                                      | Filipo Gori, commissaire divisionnaire                  | Thierry Murzeau                | S11E01 à S17E01, S18E09 et S18E11 | Épisodes 120-186, épisodes 206 et 208. | | 88                |
| Domenico Fortunato                                  | Alberto Monterosso, inspecteur                          | Didier Cherbuy                 | S14E01 à S18E11                   | Épisodes 151-208 | | 58                |
| Sergio Zecca                                        | Tomaso Bizzarri, inspecteur                             |                                | S1401 à S16E02                    | Épisodes 151-176 | | 26                |
| Chiara Gensini                                      | Maddalena de Luca, médecin légiste                      |                                | S15E03 à S15E12                   | Épisodes 164-173 | | 10                |
| Gilda Postiglione Turco                             | Gloria (nom de famille inconnu), médecin légiste.(Rome) |                                | S16E01 à S16E10                   | Épisodes 174-183 | Saison 16 | 10                |
| Alessia Barela                                      | Annamaria Fiori, commissaire divisionnaire de la PJ     |                                | S17E01 à S18E08                   | Épisodes 186-208 | | 23                |
| Massimo Reale                                       | Carlo Papini, expert privé de la PJ                     |                                | S1701 à S18E11                    | Épisodes 186-208 | Comme il l’explique dans le premier épisode de la saison 17, il a perdu l'usage de ses jambes en intervenant sur un braquage; il a reçu une balle dans le dos de la part des braqueurs. | 23                |
| Piero Brundo                                        | Rinaldi, adjoint de Papini (policier).                  |                                | S1701 à S18E11                    | Épisodes 186- 208 | Prend en note toutes les dépositions des témoins. | 23                |
| Francesca Cuttica                                   | Laura Malforti, experte en informatique à la PJ         |                                | S1701 à S18E11                    | Épisodes 186-208 | | 23                |
| Marco-Mario De Notaris                              | Giorgio Vettori, expert scientifique                    |                                | S1701 à S18E11                    | Épisodes 186-208 | | 23                |
| Daniela Piperno                                     | Sonia Randalli, médecin légiste                         |                                | S1701 à S18E11                    | Épisodes 186-208 | | 23                |

Les différents chiens ayant interprété le rôle de Rex (étant le diminutif de Reginald von Ravenhorts)
- Santo vom Haus Zieglmayer (1991-2003)[5] : saisons 1 à 4 (1994-1998)
- Rhett Butler (1997-2011)[6] : saisons 5 à 10 (1999-2004)
- Henry : saisons 11 à 13 (2008-2011)
- Nick : saisons 14 et 15 (2012-2013)
- Aki : saison 16 à 18 (2014-2016)

### Scénaristes
- Francesco Arlanch
- Karl Benedikter
- Giulio Calvani
- Fabrizio Cestaro
- Carl-Christian Demke
- Alessandro Fabbri
- Federico Favot
- Susanne Freund
- Rainer Hackstock
- Angelika Hager
- Peter Hajek
- Peter Moser
- Ralf Kinder
- Michael Klette
- Tiziana Martini
- Hans Münch
- Alberto Ostini
- Stefano Piani
- Stephano Piani
- Bernhard Schärfl
- Carl Steingenberg
- Ralph Werner
- Luca Zesi
- Peter Zingler

### Réalisateurs
- Pete Ariel
- Peter Carpentier
- Andrea Costantini
- Wolfgang Dickmann
- Wilhelm Engelhardt
- Bodo Fürneisen
- Hajo Gies
- Christian Görlitz
- Helmut Christian Görlitz
- Olaf Götz
- Peter Hajek
- Oliver Hirschbiegel
- Olaf Kreinsen
- Gerald Liegel
- Andreas Prochaska
- Michael Riebl
- Michi Riebl
- Detlef Rönfeldt
- Marco Serafini
- Hans Werner
- Udor Witte
- Herrmann Zschoche

Adaptation française : Anne Eyriac

### Apparitions ponctuelles
- Des acteurs de la série sont apparus dans des épisodes qui précèdent leur arrivée à la brigade criminelle de Vienne.
  - Gedeon Burkhard qui joue le rôle du commissaire Brandtner à partir de la saison 4, apparaît déjà dans l'épisode 9 de la saison 1 (Amok) dans le rôle de Stefan Lanz[7].
  - Alexander Pschill qui joue le rôle du commissaire Hoffmann à partir de la saison 8, apparaît déjà dans l'épisode 2 de la saison 2 (Traces de sang) dans le rôle de Seidl[8].
  - Elke Winkens qui joue le rôle de l'inspecteur Niki Herzog à partir de la saison 8, apparaît déjà dans l'épisode 1 de la saison 7 (À la dernière seconde) dans le rôle d'Inès Schneider[9].
  - Denise Zich, la commissaire Erika Hedl à Vienne à partir de la saison 11, apparaît déjà dans l'épisode 9 de la saison 7 (Et la mort frappa deux fois) dans le rôle de Katharina Schneiders[10].
  - Alessia Barela, la commissaire Annamaria Fiori de la PJ de Rome apparaît dans l'épisode 12 de la saison 13 (La Malédiction du Caravage) dans le rôle de la femme du professeur assassiné.

- Sabine Petzl, connue pour son rôle du commissaire Elisabeth Böhm dans la saison 2 (et amie de Moser) réapparaît par la suite dans les rôles de Tina Kainz (Mort.com, 2000) et Eva Kretschmer (Vitamines mortelles, 2003).
- Daniela Gaets joue le rôle de Sonja Koller, petite amie de Moser et vétérinaire de Rex! pendant la saison 2.
- Erni Mangold née en 1927 a joué dans les épisodes:  "La mort de Moser" (saison 4) ; "Le crocodile du Danube" (saison 9 ép 6) : Mme Gruber.
- Gertraud Jesserer  est madame Fuchs dans la morte de Schönbrunn. Elle joue aussi dans "Prison de femmes" saison 9 épisode 7. Puis elle est au générique des épisodes quand elle joue la mère de Fabbri dans l'épisode 5 de la saison 12 Une mère envahissante et dans le double épisode 141 Un match meurtrier (saison 13). On apprend  qu'elle tient une boutique d'antiquités, vit à Vienne et passe ses étés en Italie à Santa Marinella.
- Massimo Reale, qui joue rôle de Carlo Papini, consultant pour la PJ de Rome, apparait dans l'épisode 2 de la saison 15 (Superstar) dans le rôle du metteur en scène.
- Massimo Reale (Carlo Papini) a écrit plusieurs scénario des épisodes de la série avec Francesco Arca
- Giovanni Calcagno, qui joue le rôle de Tarantini, un truand poursuivi par Terzani, dans quatre épisodes des saisons 17 et 18.
- Fiameta, qui prétend être la fille de Monterosso, dans trois épisodes (saison 17 et le dernier épisode de la saison 18).
- Ilaria Spada : saison 16; 2 épisodes: "Nuit blanche" et "dangereuse séduction". Amie de Terzani.
- Nina Franoszek: Nounours mortels ainsi que Mort d'un élève.

### Équipes
| Saison | Épisodes saison | Épisodes série | Pays     | Ville  | Commissaire                          | Inspecteurs         | Inspecteurs    | Carabinier      | Policier salle d'interrogatoire | Commissaire divisionnaire | Médecin légiste   | Expert scientifique | Expert en informatique | Expert consultant |
| ------ | --------------- | -------------- | -------- | ------ | ------------------------------------ | ------------------- | -------------- | --------------- | ------------------------------- | ------------------------- | ----------------- | ------------------- | ---------------------- | ----------------- |
| 1      | 1-14            | 1 à 14         | Autriche | Vienne | Richard Moser (Épisodes 1-45)        | Ernst Stockinger    | Peter Höllerer | --              | --                              | --                        | Leo Graf          | Joseph              | --                     | --                |
| 2      | 1-15            | 15 à 29        | Autriche | Vienne | Richard Moser (Épisodes 1-45)        | Ernst Stockinger    | Peter Höllerer | --              | --                              | --                        | Leo Graf          | Joseph              | --                     | --                |
| 3      | 1-12            | 30 à 41        | Autriche | Vienne | Richard Moser (Épisodes 1-45)        | Christian Böck      | Peter Höllerer | --              | --                              | --                        | Leo Graf          | Joseph              | --                     | --                |
| 4      | 1-4             | 42 à 45        | Autriche | Vienne | Richard Moser (Épisodes 1-45)        | Christian Böck      | Peter Höllerer | --              | --                              | --                        | Leo Graf          | Joseph              | --                     | --                |
| 4      | 5-14            | 46 à 54        | Autriche | Vienne | Alexander Brandtner (épisodes 46-89) | Christian Böck      | Peter Höllerer | --              | --                              | --                        | Leo Graf          | Joseph              | --                     | --                |
| 5      | 1-6             | 55 à 60        | Autriche | Vienne | Alexander Brandtner (épisodes 46-89) | Christian Böck      | Peter Höllerer | --              | --                              | --                        | Leo Graf          | Joseph              | --                     | --                |
| 5      | 7-13            | 61 à 67        | Autriche | Vienne | Alexander Brandtner (épisodes 46-89) | Christian Böck      | Fritz Kunz     | --              | --                              | --                        | Leo Graf          | Joseph              | --                     | --                |
| 6      | 1-11            | 68 à 78        | Autriche | Vienne | Alexander Brandtner (épisodes 46-89) | Christian Böck      | Fritz Kunz     | --              | --                              | --                        | Leo Graf          | Joseph              | --                     | --                |
| 7      | 1-10            | 79 à 88        | Autriche | Vienne | Alexander Brandtner (épisodes 46-89) | Christian Böck      | Fritz Kunz     | --              | --                              | --                        | Leo Graf          | Joseph              | --                     | --                |
| 8      | 1-13            | 89 à 101       | Autriche | Vienne | Marc Hoffmann (épisodes 90-119)      | Niki Herzog         | Fritz Kunz     | --              | --                              | --                        | Leo Graf          | Joseph              | --                     | --                |
| 9      | 1-13            | 102 à 114      | Autriche | Vienne | Marc Hoffmann (épisodes 90-119)      | Niki Herzog         | Fritz Kunz     | --              | --                              | --                        | Leo Graf          | Joseph              | --                     | --                |
| 10     | 1               | 115            | Autriche | Vienne | Marc Hoffmann (épisodes 90-119)      | Niki Herzog         | Fritz Kunz     | --              | --                              | --                        | Leo Graf          | Joseph              | --                     | --                |
| 10     | 2-4             | 116-118        | Autriche | Vienne | Marc Hoffmann (épisodes 90-119)      | --                  | Fritz Kunz     | --              | --                              | --                        | Leo Graf          | Joseph              | --                     | --                |
| 11     | 1-8             | 119 à 126      | Italie   | Rome   | Lorenzo Fabbri (épisodes 120-152)    | Giandomenico Morini | --             | --              | --                              | Filippo Gori              | Giorgio Gaïba     | Katia Martelli      | --                     | --                |
| 12     | 1-11            | 127 à 137      | Italie   | Rome   | Lorenzo Fabbri (épisodes 120-152)    | Giandomenico Morini | --             | --              | --                              | Filippo Gori              | Giorgio Gaïba     | Katia Martelli      | --                     | --                |
| 13     | 1-12            | 138 à 149      | Italie   | Rome   | Lorenzo Fabbri (épisodes 120-152)    | Giandomenico Morini | --             | --              | --                              | Filippo Gori              | Giorgio Gaïba     | Katia Martelli      | --                     | --                |
| 14     | 1-2             | 150 à 151      | Italie   | Rome   | Lorenzo Fabbri (épisodes 120-152)    | Alberto Monterosso  | --             | Tomaso Bizzarri | --                              | Filippo Gori              | Giorgio Gaïba     | Katia Martelli      | --                     | --                |
| 14     | 3-12            | 152 à 161      | Italie   | Rome   | Davide Rivera (épisodes 153-174)     | Alberto Monterosso  | --             | Tomaso Bizzarri | --                              | Filippo Gori              | Giorgio Gaïba     | Katia Martelli      | --                     | --                |
| 15     | 1-2             | 162 à 163      | Italie   | Rome   | Davide Rivera (épisodes 153-174)     | Alberto Monterosso  | --             | Tomaso Bizzarri | --                              | Filippo Gori              | Giorgio Gaïba     | Katia Martelli      | --                     | --                |
| 15     | 3-6             | 164 à 167      | Italie   | Rome   | Davide Rivera (épisodes 153-174)     | Alberto Monterosso  | --             | Tomaso Bizzarri | --                              | Filippo Gori              | Maddalena de Luca | Katia Martelli      | --                     | --                |
| 15     | 7-12            | 168 à 173      | Italie   | Rome   | Davide Rivera (épisodes 153-174)     | Alberto Monterosso  | --             | Tomaso Bizzarri | --                              | Filippo Gori              | Maddalena de Luca | --                  | --                     | --                |
| 16     | 1-2             | 174 à 175      | Italie   | Rome   | Marco Terzani (épisodes 175-208)     | Alberto Monterosso  | --             | Tomaso Bizzarri | --                              | Filippo Gori              | Gloria            | --                  | --                     | --                |
| 16     | 3-11            | 176 à 184      | Italie   | Rome   | Marco Terzani (épisodes 175-208)     | Alberto Monterosso  | --             | --              | --                              | Filippo Gori              | Gloria            | --                  | --                     | --                |
| 17     | 1-12            | 185 à 196      | Italie   | Rome   | Marco Terzani (épisodes 175-208)     | Alberto Monterosso  | --             | --              | Rinaldi                         | Annamaria Fiori           | Sonia Randalli    | Giorgio Vettori     | Laura Malforti         | Carlo Papini      |
| 18     | 1-8             | 197 à 205      | Italie   | Rome   | Marco Terzani (épisodes 175-208)     | Alberto Monterosso  | --             | --              | Rinaldi                         | Annamaria Fiori           | Sonia Randalli    | Giorgio Vettori     | Laura Malforti         | Carlo Papini      |
| 18     | 9-11            | 205 à 207      | Italie   | Rome   | Marco Terzani (épisodes 175-208)     | Alberto Monterosso  | --             | --              | Rinaldi                         | Filippo Gori              | Sonia Randalli    | Giorgio Vettori     | Laura Malforti         | Carlo Papini      |

#### Musiques du générique
- Saison 1 par Gerd Schuller.
- My name is Rex de Molinari - Biondi - Shaker - Magnanini. Chanson interprétée par Mario Biondi.
- Angel on my shoulder de Molinari - Marston. Chanson interprétée par Matthew Marston.
- My friend Rex de Jan Maria  Michellini - Michele Braga. Chanson interprétée par Lidia Schilaci.
- The running Rex. Auteurs :  A de Scalzi- Pivio – G Nervi/  A de Scalzi- Pivio – G Nervi ; édition Creusa  Srl. Chanson interprétée par Ginevra.
- Beautiful sinner

#### Galerie d'images

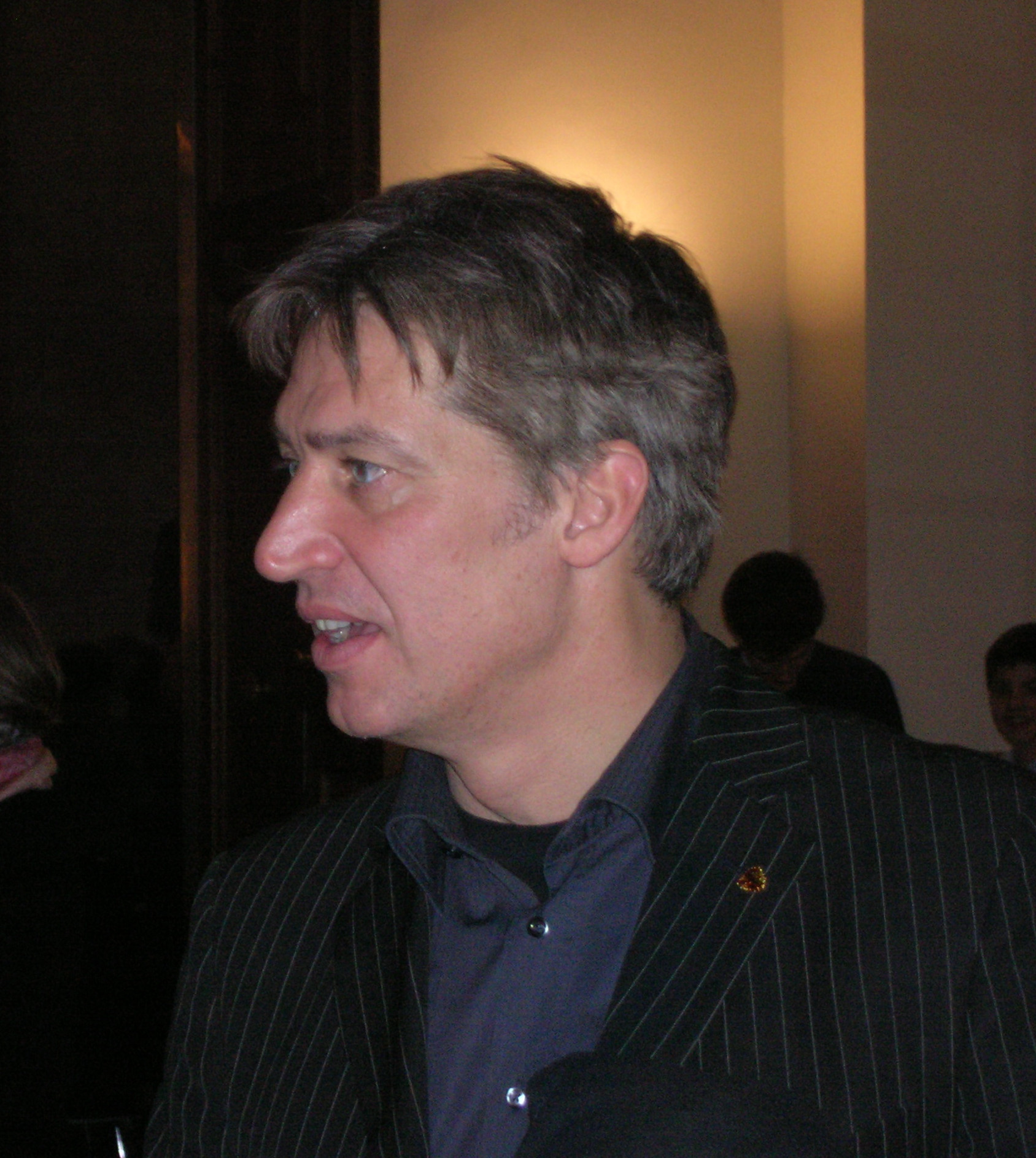
Tobias Moretti en janvier 2007. Il joue le rôle du 1er commissaire de Vienne, Richard Moser.
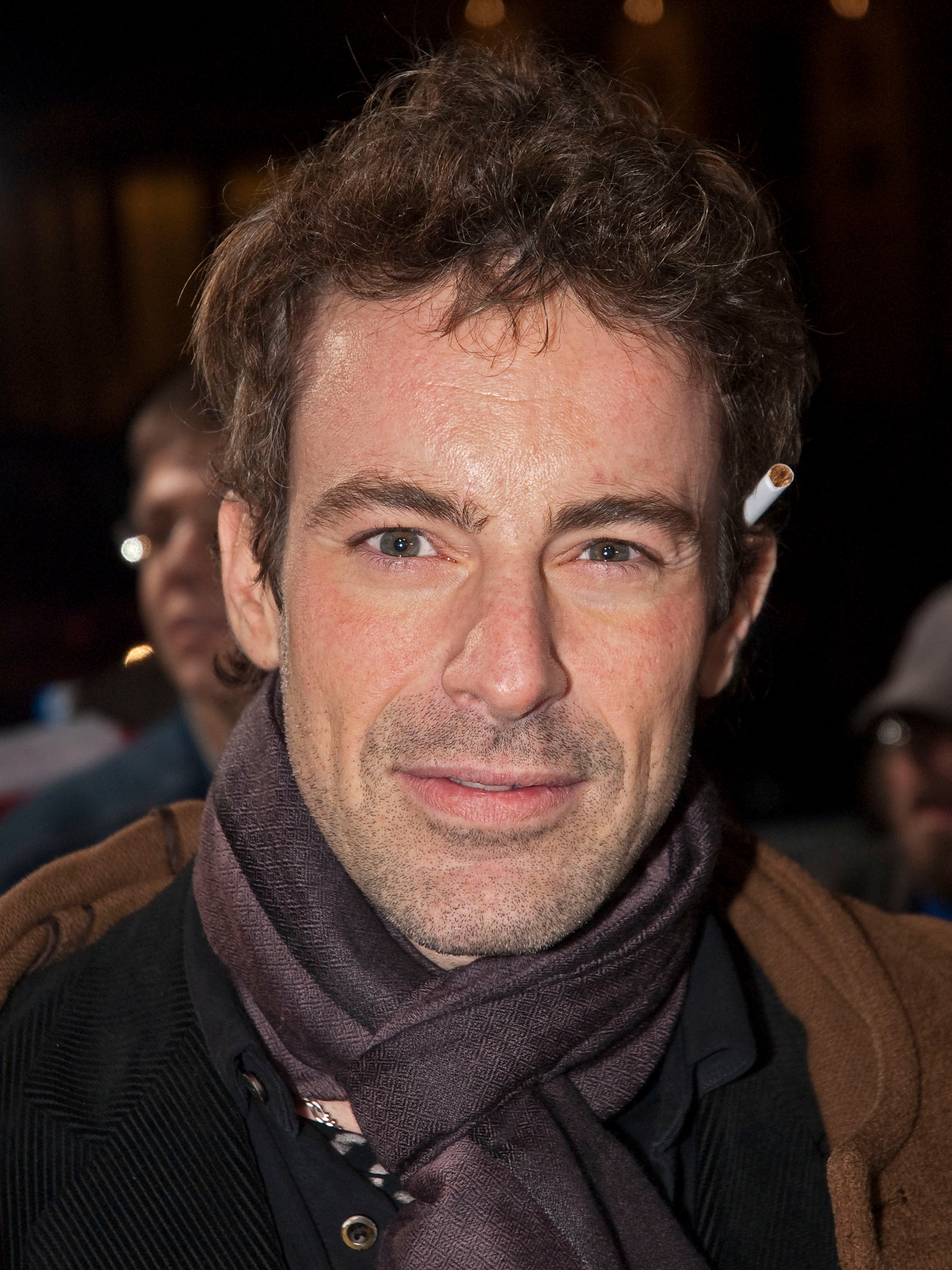
Gedeon Burkhard en 2008. Il joue le rôle du 2e commissaire de Vienne, Alexander Brandtner.
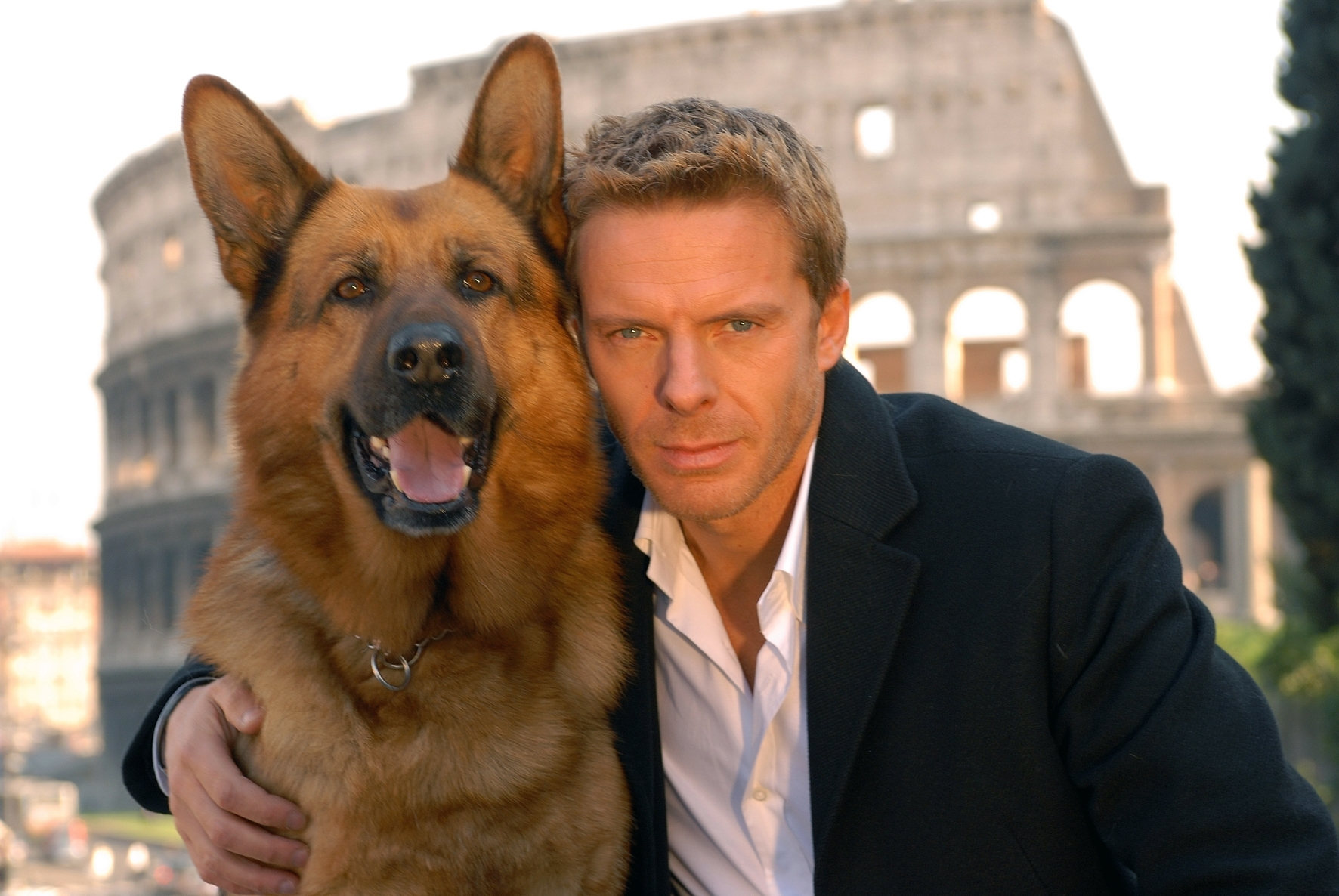
Kaspar Capparoni avec Rex à Rome. Il joue le rôle du 1er commissaire de Rome, Lorenzo Fabbri.
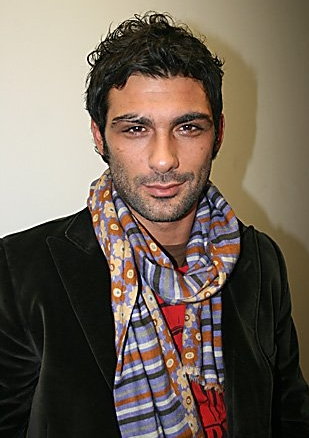
Francesco Arca en 2008. Il joue le rôle du 3e commissaire de Rome, Marco Terzani.

## Logo

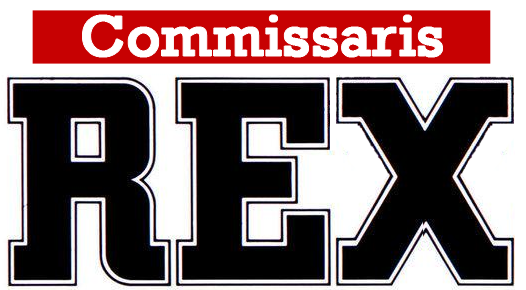
Ancien logo de 1994 à 2004.
Ancien logo de 2008 à 2015.

## Épisodes
| Saison | Pays     | Ville  | Nombre d'épisodes | N° dépisodes | Première diffusion | Dernière diffusion |
| ------ | -------- | ------ | ----------------- | ------------ | ------------------ | ------------------ |
| 1      | Autriche | Vienne | 14                | 1 à 14       | 10 novembre 1994   | 9 février 1995     |
| 2      | Autriche | Vienne | 15                | 15 à 29      | 19 octobre 1995    | 22 février 1996    |
| 3      | Autriche | Vienne | 12                | 30 à 41      | 24 octobre 1996    | 9 janvier 1997     |
| 4      | Autriche | Vienne | 13                | 42 à 54      | 8 janvier 1998     | 26 mars 1998       |
| 5      | Autriche | Vienne | 13                | 55 à 67      | 28 janvier 1999    | 22 avril 1999      |
| 6      | Autriche | Vienne | 12                | 68 à 79      | 16 février 2000    | 10 mai 2000        |
| 7      | Autriche | Vienne | 10                | 80 à 89      | 28 avril 2001      | 30 mai 2001        |
| 8      | Autriche | Vienne | 13                | 90 à 102     | 9 octobre 2002     | 15 janvier 2003    |
| 9      | Autriche | Vienne | 13                | 103 à 115    | 27 novembre 2003   | 18 avril 2004      |
| 10     | Autriche | Vienne | 4                 | 116 à 119    | 28 septembre 2004  | 19 octobre 2004    |
|        |          |        |                   |              |                    |                    |
| 11     | Italie   | Rome   | 8                 | 120 à 127    | 29 janvier 2008    | 19 février 2008    |
| 12     | Italie   | Rome   | 11                | 128 à 138    | 17 mars 2009       | 13 avril 2009      |
| 13     | Italie   | Rome   | 12                | 139 à 150    | 14 juin 2011       | 19 juillet 2011    |
| 14     | Italie   | Rome   | 12                | 151 à 162    | 3 novembre 2011    | 11 novembre 2011   |
| 15     | Italie   | Rome   | 12                | 163 à 174    | 26 novembre 2012   | 11 février 2013    |
| 16     | Italie   | Rome   | 11                | 175 à 185    | 20 décembre 2013   | 20 janvier 2014    |
| 17     | Italie   | Rome   | 12                | 186 à 197    | 31 mars 2014       | 5 mai 2014         |
| 18     | Italie   | Rome   | 11                | 198 à 208    | 27 février 2015    | 19 juin 2015       |

## Diffusion internationale
| Pays                   | Titre                                                         | Chaîne                                                   | Langue                  | Doublage         |
| ---------------------- | ------------------------------------------------------------- | -------------------------------------------------------- | ----------------------- | ---------------- |
| Allemagne              | Kommissar Rex                                                 | Sat.1 ZDF                                                | Allemand                |                  |
| Argentine              | Comisario Rex                                                 | The Film Zone Magazine (TV channel) (en)                 | Allemand                | Espagnol         |
| Australie              | Inspector Rex                                                 | SBS network                                              | Allemand                | Anglais          |
| Autriche               | Kommissar Rex                                                 | ORF                                                      | Allemand                | Allemand         |
| Belgique               | Rex, chien flic                                               | vtm RTL TVI                                              | Allemand et néerlandais | Français         |
| Brésil                 | Comissário Rex                                                | Multishow Band                                           | Allemand                | Portugais        |
| Bulgarie               | Комисар Рекс                                                  | BNT 1 Diéma Nova TV                                      | Allemand                | Bulgare          |
| Québec                 | Rex                                                           | Séries Plus                                              | Allemand                | Français         |
| Chili                  | Comisario Rex                                                 | Chilevisión The Film Zone TVN                            | Allemand                | Espagnol         |
| Colombie               | Comisario Rex                                                 | Caracol TV Citytv Bogotá (en)                            | Allemand                | Espagnol         |
| Croatie                | Inspektor Rex                                                 | Hrvatska radiotelevizija                                 | Allemand                | Croate           |
| Chypre                 | Υπαστυνόμος Ρεξ                                               | Sigma TV (en)                                            | Allemand                | Grec             |
| Danemark               | Kommissær Rex                                                 | TV 2 Charlie                                             | Allemand                | Danois           |
| République dominicaine | Comisario Rex                                                 | The Film Zone                                            | Allemand                | Espagnol         |
| Espagne                | Rex: Un policía diferente                                     | Antena 3 Telecinco Televisiones auto nomicas de la FORTA | Allemand                | Espagnol         |
| Estonie                | Komissar Rex                                                  | Kanal 2                                                  | Allemand                | Estonien         |
| États-Unis             | Comisario Rex                                                 | V-me                                                     | Allemand                | Espagnol         |
| Finlande               | Poliisikoira Rex                                              | Nelonen Sub                                              | Allemand                | Finnois          |
| France                 | Rex, chien flic                                               | France 2 France 3                                        | Allemand                | Français         |
| Grèce                  | Υπαστυνόμος Ρεξ                                               | Alpha Alter Skai TV                                      | Allemand                | Grec             |
| Hongrie                | Rex felügyelő                                                 | TV2                                                      | Allemand                | Hongrois         |
| Islande                | Lögregluhundurinn Rex                                         | Sjónvarpið                                               | Allemand                | Islandais        |
| Iran                   | Komiser Rex                                                   | PMC IRIB Rubix                                           | Allemand                | Persan           |
| Israël                 | המפקח רקס                                                     | Israel Plus                                              | Allemand                | Russe            |
| Italie                 | Il commissario Rex (saison 1-10) Rex (saison 11-16)           | Rai 1                                                    | Allemand                | Italien          |
| Japon                  | ＲＥＸ～ウィーン警察シ ェパード犬刑事～                       | Mystery Channel                                          | Allemand                | Japonais         |
| Lettonie               | Komisārs Reksis                                               | LTV1 LNT Fox Crime                                       | Allemand                | Letton           |
| Lituanie               | Komisaras Reksas                                              | BTV LTV                                                  | Allemand                | Lituanien        |
| Macédoine du Nord      | Комесарот Рекс                                                | A1 (en)                                                  | Allemand                | Macédonien       |
| Maroc                  | Rex, chien flic                                               | 2M                                                       | Allemand                | Français         |
| Mexique                | Comisario Rex                                                 | The Film Zone                                            | Allemand                | Espagnol         |
| Norvège                | Rex                                                           | TV2                                                      | Allemand                | Norvégien        |
| Nouvelle-Zélande       | Inspector Rex                                                 | TV One (New Zealand)                                     | Allemand                | Anglais          |
| Paraguay               | Comisario Rex                                                 | The Film Zone TV Cinema (Unicanal) Paravisión            | Espagnol                |                  |
| Pays-Bas               | Commissaris Rex                                               | RTL 4 Tien RTL Crime                                     | Allemand                | Néerlandais      |
| Pologne                | Komisarz Rex Komisarz Alex (pl) (Adaptation polonaise)        | TV4 TVP 1 AXN Crime TV6 (pl)                             | Polonais                | Polonais         |
| Portugal               | Rex, o cão polícia                                            | SIC                                                      | Allemand                | Portugais        |
| Roumanie               | Comisarul Rex                                                 | Prima TV                                                 | Allemand                |                  |
| Royaume-Uni            | Inspector Rex                                                 | Five                                                     | Allemand                | Anglais          |
| Russie                 | Комиссар Рекс                                                 | RTR STS M1 Domashny DTV-Viasat                           | Allemand                | Russe            |
| Serbie                 | Inspektor Reks                                                | AXN                                                      | Allemand                | Serbe            |
| Slovaquie              | Komisár Rex                                                   | Markíza                                                  | Allemand                | Slovaque         |
| Slovénie               | Komisar Rex                                                   | Radiotelevizija Slovenija Kanal A Pop TV                 | Allemand                | Slovène          |
| Sri Lanka              | Rex                                                           | ITN                                                      | Allemand                | Singhalais       |
| Suède                  | Kommissarie Rex                                               | TV4 Kanal 9                                              | Allemand                | Suédois          |
| Suisse                 | Kommissar Rex Rex, chien flic Il commissario Rex              | DRS TSR RTSI                                             | Allemand                | Français Italien |
| Tchéquie               | Komisař Rex (saison 1-10) Návrat Komisaře Rexe (saison 11-16) | TV Nova                                                  | Allemand                | Tchèque          |
| Turquie                | Komiser Reks                                                  | Kanal 1                                                  | Allemand                | Turc             |
| Ukraine                | Комісар Рекс                                                  | Novyi Kanal STB K1                                       | Allemand                | Ukrainien Russe  |
| Uruguay                | Comisario Rex                                                 | TeledoceThe Film Zone Televen                            | Allemand                | Espagnol         |
| Venezuela              | Comisario Rex                                                 | TeledoceThe Film Zone Televen                            | Allemand                | Espagnol         |
| Vietnam                | Rex, chú chó thám tử                                          | VTV                                                      | Allemand                | Vietnamien       |

## Produits dérivés

### Spin-off
- Stockinger (1996) : mini-série
- Baby Rex (1997) : film
- Komisarz Alex (pl) : série polonaise diffusée sur TVP1 depuis 2012 en Pologne et sur Rai 2 en Italie depuis 2013
- Rex (2008-2015) : série italienne
- Hudson et Rex (depuis 2019) : série canadienne [11]

## Autour de la série
- L'acteur oscarisé Christoph Waltz incarne Martin Wolf dans l'épisode Les Poupées (saison 3, épisode 6).
- Après le départ de Gédéon Burkhard et de Heinz Weixelbraun en novembre 2000, la série a fait une pause de plusieurs mois pour organiser le casting pour recruter deux nouveaux acteurs. Le tournage de la série reprit à Vienne en août 2001 avec Alexander Pshill et Elke Winkens[12].
- Le tournage de la série s'est arrêté en Autriche au printemps 2004 après 10 saisons faute d'audience. Le tournage de la série a repris trois ans plus tard en 2007 après le rachat des droits de la série par la Rai 2 .